# Hibbertia sulcata
Hibbertia sulcata är en tvåhjärtbladig växtart som beskrevs av Toelken. Hibbertia sulcata ingår i släktet Hibbertia och familjen Dilleniaceae. Inga underarter finns listade i Catalogue of Life.